# Communauté de communes de l’Est Tourangeau
Die Communauté de l’Est Tourangeau ist ein ehemaliger französischer Gemeindeverband mit der Rechtsform einer Communauté de communes im Département Indre-et-Loire in der Region Centre-Val de Loire. Sie wurde am 14. Dezember 1999 gegründet und umfasste fünf Gemeinden. Der Verwaltungssitz befand sich im Ort Montlouis-sur-Loire.

## Historische Entwicklung
Mit Wirkung vom 1. Januar 2017 fusionierte der Gemeindeverband mit der Communauté de communes du Vouvrillon und bildete so die Nachfolgeorganisation Communauté de communes Touraine Est Vallées.

## Ehemalige Mitgliedsgemeinden
1. Azay-sur-Cher
2. Larçay
3. Montlouis-sur-Loire
4. Véretz
5. La Ville-aux-Dames